# Seznam cerkva v Sloveniji (T)
|  | Seznam cerkva: A B C Č D E F G H I J K L M N O P R S Š T U V W Z Ž |

- Za Tadeja glej Simon in Juda Tadej
- Nebogoslužna cerkev je zapisane ležeče

## Terezija Deteta Jezusa
| Slika                     | Cerkev                 | Naselje   | Župnija               | Škofija |
| ------------------------- | ---------------------- | --------- | --------------------- | ------- |
| Klikni za spremembo slike | Terezija Deteta Jezusa | Ljubljana | Ljubljana - Kodeljevo | LJ      |

## Tilen
| Slika                     | Cerkev | Naselje                      | Župnija                      | Škofija |
| ------------------------- | ------ | ---------------------------- | ---------------------------- | ------- |
| Klikni za spremembo slike | Egidij | Arnače                       | Št. Ilj pri Velenju          | CE      |
| Klikni za spremembo slike | Ilij   | Dramlje                      | Dramlje                      | CE      |
| Klikni za spremembo slike | Tilen  | Javorje                      | Javorje nad Škofjo Loko      | LJ      |
| Klikni za spremembo slike | Egidij | Kočno ob Ložnici             | Laporje                      | MB      |
| Klikni za spremembo slike | Egidij | Mokronog                     | Mokronog                     | NM      |
| Klikni za spremembo slike | Egidij | Prelože                      | Hrušica                      | KP      |
| Klikni za spremembo slike | Egidij | Ravne na Koroškem            | Ravne na Koroškem            | MB      |
| Klikni za spremembo slike | Tilen  | Repnje                       | Vodice                       | LJ      |
| Klikni za spremembo slike | Egidij | Ribjek                       | Osilnica                     | NM      |
| Klikni za spremembo slike | Egidij | Srednja Bela                 | Preddvor                     | LJ      |
| Klikni za spremembo slike | Egidij | Sveto                        | Komen                        | KP      |
| Klikni za spremembo slike | Ilj    | Šentilj pod Turjakom         | Št. Ilj pod Turjakom         | MB      |
| Klikni za spremembo slike | Ilj    | Šentilj v Slovenskih goricah | Št. Ilj v Slovenskih goricah | MB      |
| Klikni za spremembo slike | Egidij | Vipolže                      | Biljana                      | KP      |
| Klikni za spremembo slike | Tilen  | Višnja Gora                  | Višnja Gora                  | LJ      |
| Klikni za spremembo slike | Tilen  | Zgornja Besnica              | Besnica                      | LJ      |
| Klikni za spremembo slike | Ilj    | Zgornja Vižinga              | Radlje ob Dravi              | MB      |
| Klikni za spremembo slike | Egidij | Zreče                        | Zreče                        | MB      |

## Tomaž
| Slika                     | Cerkev | Naselje            | Župnija                    | Škofija |
| ------------------------- | ------ | ------------------ | -------------------------- | ------- |
| Klikni za spremembo slike | Tomaž  | Brecljevo          | Šmarje pri Jelšah          | CE      |
| Klikni za spremembo slike | Tomaž  | Britof             | Predoslje                  | LJ      |
| Klikni za spremembo slike | Tomaž  | Brode              | Škofja Loka                | LJ      |
| Klikni za spremembo slike | Tomaž  | Češnjica pri Kropi | Ovsiše                     | LJ      |
| Klikni za spremembo slike | Tomaž  | Dolenji Novaki     | Cerkno                     | KP      |
| Klikni za spremembo slike | Tomaž  | Famlje             | Vreme                      | KP      |
| Klikni za spremembo slike | Tomaž  | Gorenja Stara vas  | Šentjernej                 | NM      |
| Klikni za spremembo slike | Tomaž  | Gorenji Vrsnik     | Ledine                     | KP      |
| Klikni za spremembo slike | Tomaž  | Idrsko             | Kobarid                    | KP      |
| Klikni za spremembo slike | Tomaž  | Kal nad Kanalom    | Levpa                      | KP      |
| Klikni za spremembo slike | Tomaž  | Krašnja            | Krašnja                    | LJ      |
| Klikni za spremembo slike | Tomaž  | Ljubljana          | Ljubljana - Zadobrova      | LJ      |
| Klikni za spremembo slike | Tomaž  | Loke v Tuhinju     | Šmartno v Tuhinju          | LJ      |
| Klikni za spremembo slike | Tomaž  | Osp                | Predloka                   | Kp      |
| Klikni za spremembo slike | Tomaž  | Planinca           | Preserje                   | LJ      |
| Klikni za spremembo slike | Tomaž  | Pliskovica         | Dutovlje                   | KP      |
| Klikni za spremembo slike | Tomaž  | Rateče             | Rateče - Planica           | LJ      |
| Klikni za spremembo slike | Tomaž  | Spodnja Draga      | Ivančna Gorica             | LJ      |
| Klikni za spremembo slike | Tomaž  | Stomaž             | Senožeče                   | KP      |
| Klikni za spremembo slike | Tomaž  | Stomaž             | Vipavski Križ              | KP      |
| Klikni za spremembo slike | Tomaž  | Straža             | Vavta vas                  | NM      |
| Klikni za spremembo slike | Tomaž  | Sveti Tomaž        | Selca                      | LJ      |
| Klikni za spremembo slike | Tomaž  | Sveti Tomaž        | Sv. Tomaž                  | MB      |
| Klikni za spremembo slike | Tomaž  | Tanča Gora         | Dragatuš                   | NM      |
| Klikni za spremembo slike | Tomaž  | Tomaška vas        | Šmartno pri Slovenj Gradcu | MB      |
| Klikni za spremembo slike | Tomaž  | Tomaž nad Vojnikom | Vojnik                     | CE      |
| Klikni za spremembo slike | Tomaž  | Topol pri Begunjah | Begunje pri Cerknici       | LJ      |
| Klikni za spremembo slike | Tomaž  | Velike Poljane     | Škocjan pri Novem Mestu    | NM      |
| Klikni za spremembo slike | Tomaž  | Velike Poljane     | Velike Poljane             | LJ      |
| Klikni za spremembo slike | Tomaž  | Vrhpolje           | Hrpelje - Kozina           | KP      |
| Klikni za spremembo slike | Tomaž  | Vrh                | Stari trg pri Ložu         | LJ      |
| Klikni za spremembo slike | Tomaž  | Vrh pri Hinjah     | Hinje                      | NM      |
| Klikni za spremembo slike | Tomaž  | Zgornje Bitnje     | Kranj - Šmartin            | LJ      |
| Klikni za spremembo slike | Tomaž  | Zgornje Pirniče    | Pirniče                    | LJ      |

## Trije kralji
| Slika                     | Cerkev       | Naselje                                 | Župnija                           | Škofija |
| ------------------------- | ------------ | --------------------------------------- | --------------------------------- | ------- |
| Klikni za spremembo slike | Trije kralji | Briše pri Polhovem Gradcu               | Polhov Gradec                     | LJ      |
| Klikni za spremembo slike | Trije kralji | Brunk                                   | Radeče                            | LJ      |
| Klikni za spremembo slike | Trije kralji | Črni Potok pri Kočevju                  | Kočevje                           | NM      |
| Klikni za spremembo slike | Trije kralji | Ješovec                                 | Črešnjevec                        | MB      |
| Klikni za spremembo slike | Trije kralji | Kostel                                  | Fara pri Kočevju                  | NM      |
| Klikni za spremembo slike | Trije kralji | Obloke                                  | Podbrdo                           | KP      |
| Klikni za spremembo slike | Trije kralji | Planina pod Šumikom                     | Tinje                             | MB      |
| Klikni za spremembo slike | Trije kralji | Studenice                               | Studenice                         | MB      |
| Klikni za spremembo slike | Trije kralji | Sužid                                   | Kobarid                           | KP      |
| Klikni za spremembo slike | Trije kralji | Sveti Trije Kralji                      | Radlje ob Dravi                   | MB      |
| Klikni za spremembo slike | Trije kralji | Sveti Trije Kralji v Slovenskih goricah | Sv. Benedikt v Slovenskih goricah | MB      |
| Klikni za spremembo slike | Trije kralji | Vrh svetih Treh Kraljev                 | Vrh - Sv. Trije Kralji            | LJ      |

## Trojica
| Slika                     | Cerkev  | Naselje                            | Župnija                          | Škofija |
| ------------------------- | ------- | ---------------------------------- | -------------------------------- | ------- |
| Klikni za spremembo slike | Trojica | Cerovec                            | Toplice                          | NM      |
| Klikni za spremembo slike | Trojica | Čepno                              | Košana                           | KP      |
| Klikni za spremembo slike | Trojica | Čimerno                            | Svibno                           | LJ      |
| Klikni za spremembo slike | Trojica | Dobležiče                          | Pilštanj                         | CE      |
| Klikni za spremembo slike | Trojica | Dol pod Gojko                      | Frankolovo                       | CE      |
| Klikni za spremembo slike | Trojica | Dolnja Stara vas                   | Škocjan pri Novem mestu          | NM      |
| Klikni za spremembo slike | Trojica | Dolnje Ležeče                      | Divača                           | KP      |
| Klikni za spremembo slike | Trojica | Dolnji Ajdovec                     | Ajdovec                          | NM      |
| Klikni za spremembo slike | Trojica | Drča                               | Šentjernej                       | NM      |
| Klikni za spremembo slike | Trojica | Drča                               | Šentjernej                       | NM      |
| Klikni za spremembo slike | Trojica | Gabrk                              | Hrušica                          | KP      |
| Klikni za spremembo slike | Trojica | Golo Brdo                          | Preska                           | LJ      |
| Klikni za spremembo slike | Trojica | Gorca                              | Sv. Trojica - Podlehnik          | MB      |
| Klikni za spremembo slike | Trojica | Gornji Petrovci                    | Gornji Petrovci                  | MS      |
| Klikni za spremembo slike | Trojica | Gradec                             | Pivka                            | KP      |
| Klikni za spremembo slike | Trojica | Hrastovlje                         | Predloka                         | KP      |
| Klikni za spremembo slike | Trojica | Hrovača                            | Ribnica                          | LJ      |
| Klikni za spremembo slike | Trojica | Idrija                             | Idrija                           | KP      |
| Klikni za spremembo slike | Trojica | Kambreško                          | Kanal                            | KP      |
| Klikni za spremembo slike | Trojica | Kamna Gorica                       | Kamna Gorica                     | LJ      |
| Klikni za spremembo slike | Trojica | Kamno                              | Tolmin                           | KP      |
| Klikni za spremembo slike | Trojica | Knežja Njiva                       | Stari trg pri Ložu               | LJ      |
| Klikni za spremembo slike | Trojica | Krašnji Vrh                        | Radovica                         | NM      |
| Klikni za spremembo slike | Trojica | Kromberk                           | Kromberk                         | KP      |
| Klikni za spremembo slike | Trojica | Lahov Graben                       | Jurklošter                       | CE      |
| Klikni za spremembo slike | Trojica | Lendavske Gorice                   | Lendava                          | MS      |
| Klikni za spremembo slike | Trojica | Ljubljana                          | Ljubljana - Sv. Trojica          | LJ      |
| Klikni za spremembo slike | Trojica | Mala Nedelja                       | Mala Nedelja                     | MS      |
| Klikni za spremembo slike | Trojica | Male Lašče                         | Velike Lašče                     | LJ      |
| Klikni za spremembo slike | Trojica | Mihele                             | Hrpelje - Kozina                 | KP      |
| Klikni za spremembo slike | Trojica | Odranci                            | Odranci                          | MS      |
| Klikni za spremembo slike | Trojica | Podbreg                            | Podnanos                         | KP      |
| Klikni za spremembo slike | Trojica | Podvinje                           | Kapele pri Brežicah              | CE      |
| Klikni za spremembo slike | Trojica | Potov Vrh                          | Novo mesto - Sv. Lenart          | NM      |
| Klikni za spremembo slike | Trojica | Preloka                            | Preloka                          | NM      |
| Klikni za spremembo slike | Trojica | Rogaška Slatina                    | Rogaška Slatina                  | CE      |
| Klikni za spremembo slike | Trojica | Razdrto                            | Hrenovice                        | KP      |
| Klikni za spremembo slike | Trojica | Rodik                              | Hrpelje - Kozina                 | KP      |
| Klikni za spremembo slike | Trojica | Slavski Laz                        | Fara pri Kočevju                 | NM      |
| Klikni za spremembo slike | Trojica | Sveta Trojica                      | Dob                              | LJ      |
| Klikni za spremembo slike | Trojica | Sveta Trojica                      | Sv. Trojica nad Cerknico         | LJ      |
| Klikni za spremembo slike | Trojica | Sveta Trojica v Slovenskih goricah | Sv. Trojica v Slovenskih goricah | MB      |
| Klikni za spremembo slike | Trojica | Špeharji                           | Sinji Vrh                        | NM      |
| Klikni za spremembo slike | Trojica | Trnje                              | Trnje                            | KP      |
| Klikni za spremembo slike | Trojica | Trnovo ob Soči                     | Kobarid                          | KP      |
| Klikni za spremembo slike | Trojica | Tržišče                            | Tržišče                          | NM      |
| Klikni za spremembo slike | Trojica | Velika Ilova Gora                  | Kopanj                           | LJ      |
| Klikni za spremembo slike | Trojica | Velika Nedelja                     | Velika Nedelja                   | MB      |
| Klikni za spremembo slike | Trojica | Vinji Vrh pri Semiču               | Semič                            | NM      |
| Klikni za spremembo slike | Trojica | Vrhnika                            | Vrhnika                          | LJ      |
| Klikni za spremembo slike | Trojica | Zasip                              | Zasip                            | LJ      |
| Klikni za spremembo slike | Trojica | Zgornja Polskava                   | Gornja Polskava                  | MB      |